# بولی کوتا
بولی کوتا (به انگلیسی: Bully Kutta)، نام یکی از نژادهای سگ است که خاستگاه آن به پنجاب بازمی‌گردد. نژاد بولی کوتا به‌طور میانگین ۸ تا ۱۰ سال عمر می‌کند. این نژاد در حالت بالغ به‌طور میانگین ۱۴۰–۲۱۰ پوند (۶۴–۹۵ کیلوگرم) وزن دارد. وزن جنس نر بولی کوتا ۱۴۰–۲۴۰ پوند (۶۴–۱۰۹ کیلوگرم) است و وزن جنس مادهٔ آن ۱۲۰–۱۷۰ پوند (۵۴–۷۷ کیلوگرم). بولی کوتا در حالت بالغ ۲۸–۳۵ اینچ (۷۱–۸۹ سانتیمتر) ارتفاع دارد. قد جنس نر بولی کوتا ۲۷–۳۵ اینچ (۶۹–۸۹ سانتیمتر) است و قد جنس مادهٔ آن ۲۲–۲۸ اینچ (۵۶–۷۱ سانتیمتر). بولی کوتا در هر بار زایمان ۸ تا ۱۰ توله می‌زاید.